# Взаимноосигурителна каса (Копривщица)
Взаимноосигурителната каса е дружество за взаимно подпомагане, основано от еснафските сдружения на абаджиите и дюлгерите в град Копривщица през 1830 година. Устабашия (главен майстор) и архитектон на дюлгерския еснаф по това време е Уста Гавраил.
Още със създаването на Взаимноосигурителната каса учредителите и правят фонд „Общеполезно дело“. В управителния съвет на фонда влизат и местните първенци Цоко Каблешков, чорбаджи Либен Каравелата, дядо на Любен Каравелов, чорбаджи Дончо Палавеев, а по-късно и синът му хаджи Ненчо. Други ктитори са предстоятеля на Рилския и на Бачковския манастири чорбаджи Вълко Чалъков и неговите синове. От касата, чрез фонда се финансират множество родолюбиви начинания. Едно такова е построяването и поддържането на училището в града. Освен това извънсчетоводно със средства от фонда е финансирана и организираната подготовка на Априлското въстание от 1876 г. Фондът функционира до 1883 година.